# Mycteroplus viridicolor
Mycteroplus viridicolor är en fjärilsart som beskrevs av Krulikovski 1901. Mycteroplus viridicolor ingår i släktet Mycteroplus och familjen nattflyn. Inga underarter finns listade i Catalogue of Life.